# نرسه (گرستبد)
نرسه (پارسی میانه: Narseh) یکی از نجیب‌زادگان ساسانی در سده سوم میلادی در زمان حکومت شاپور یکم بود.

## زندگی

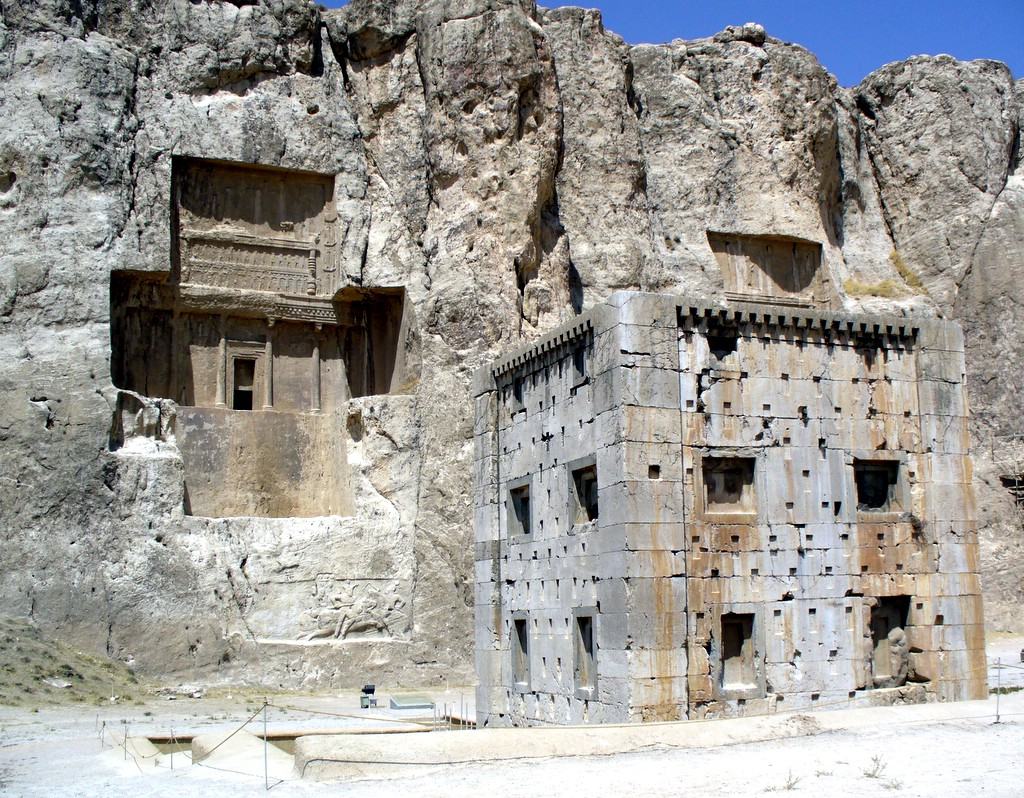
کعبه زرتشت، جایی که سنگ‌نوشته شاپور یکم حک شده‌است

از او در سنگ‌نوشته شاپور یکم بر کعبه زرتشت به عنوان گرستبد (پارسی میانه: grastbed، مسئول آذوقه) یاد شده‌است. او در این سنگ‌نوشته در میان ۶۷ نجیب‌زاده در رتبهٔ چهل‌وپنجم قرار دارد. اطلاعات دیگری از زندگی او در دست نیست.